# Élections législatives grecques de 1952

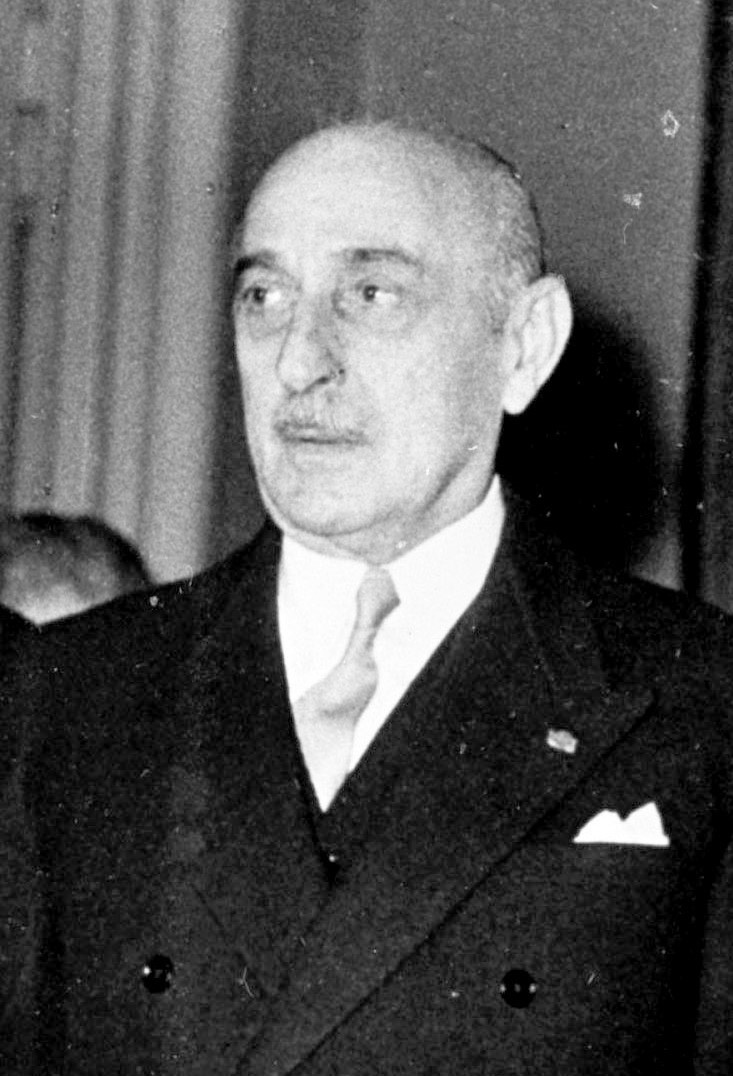
Maréchal Aléxandros Papágos, futur Premier ministre grec

Les élections législatives grecques du 16 novembre 1952 élurent les membres du parlement grec. Les partisans du maréchal Aléxandros Papágos, qui constituent le parti Ralliement grec, arrivèrent en tête. Leur leader devint Premier ministre.

## Résultats
Il y avait 300 sièges à pourvoir. Le parti Ralliement grec arriva en tête avec 247 sièges (49,2 % des voix), devant la coalition entre l'Union nationale progressiste du centre et le Parti libéral (51 sièges, 34,2 % des voix). Aléxandros Papágos devint Premier ministre.
| Parti                                                | Votes     | %    | Sièges | +/-     |
| ---------------------------------------------------- | --------- | ---- | ------ | ------- |
| Ralliement grec                                      | 783 541   | 49,2 | 247    | +133    |
| Union nationale progressiste du centre-Parti libéral | 544 834   | 34,2 | 51     | -80     |
| Gauche démocratique unifiée                          | 152 011   | 9,5  | 0      | -10     |
| Parti du peuple                                      | 16 767    | 1,1  | 0      | -2      |
| Parti agricole et travailliste                       | 10 431    | 0,7  | 0      | -1      |
| Liste des indépendants                               | 56 679    | 3,6  | 2      | +2      |
| Parti agricole                                       | 691       | 0,0  | 0      | Nouveau |
| Indépendants                                         | 26 853    | 1,7  | 0      | 0       |
| Votes invalides/blancs                               | 8 365     | –    | –      | –       |
| Total                                                | 1 600 172 | 100  | 300    | +42     |
| Électeurs enregistrés/Taux de participation          | 2 123 150 | 75,4 | –      | –       |
| Source : Pantelis, Koutsoubinas, Gerapetritis, 2010  |           |      |        |         |

## Analyse
L'unification de la majorité des forces conservatrices au sein du Ralliement grec et l'affaiblissement du centre ont contribué au succès électoral d'Aléxandros Papágos. Le Parti du peuple de Konstantinos Tsaldaris, principal parti conservateur lors des élections législatives de 1950, n'a recueilli que 1 % des voix.
Lors d'une élection partielle en janvier 1953, Eléni Skoúra devient la première femme députée grecque de l'histoire.

## Annexe